# Don't Trust Me
Singles de 3OH!3
Electroshock
(2007) Starstrukk
(2009)
Pistes de Want
Punkbitch
(2) Chokechain
(4)
Don't Trust Me (aussi connu sous le titre de Don't Trust a Ho) est une chanson du duo américain 3OH!3. Il s'agit de leur deuxième ainsi que premier single et troisième piste issu(e) de leur deuxième album studio, Want.
Le single a été certifié « disque d'or » par la Recording Industry Association of America en mars 2009, « disque de platine » en avril 2009, et 2 fois « disque de platine » en juillet 2009 .

## Sortie et promotion
Don't Trust Me est sorti le 1er juin 2008 en tant que premier single du groupe après leur signature chez leur maison de disque actuelle. Don't Trust Me apparaît également dans le jeu Tap Tap Revenge pour iPhone. La chanson a aussi été utilisée dans des épisodes des séries Vampire Diaries, Laguna Beach : The Hills et Pretty Little Liars. Le remix officiel est en collaboration avec le rappeur américain Kid Cudi.

## Clip
La clip officiel commence avec des mots étant dactylographié sur l'écran, disant : « Un virus mondial aux proportions catastrophiques a attaqué toute la population mâle. Seuls deux modèles masculins du Colorado y ont survécu... voici leur histoire ». L'écran se brouille et arrive une scène nous montrant les deux membres du groupe lors d'une séance photo. Le décor fait penser à un hôtel. Une autre séance photo prend place lors d'un match de lutte dans un lycée, dans lequel ils sont vêtus de maillots de couleur néon. La dernière séance photo prend place dans ce qui semble être l'ère préhistorique, et les deux membres sont habillés comme des hommes des cavernes. La vidéo se termine sur le plan d'un champignon atomique avec la phrase « Transmission terminée » qui apparaît sur l'écran. Le clip a été nommé aux MTV Video Music Awards 2009 dans la catégorie « Meilleur Nouveaux Artistes ».

## Liste des pistes
CD-single 
1. Don't Trust Me
2. Still Around (Remix)

Remixes - single numérique
1. Don't Trust Me (Benny Blanco Remix featuring Kid Cudi)
2. Don't Trust Me (Innerpartysystem v. 3OH!3)
3. Don't Trust Me (Acid Girls Erotic Braille Mix)
4. Don't Trust Me (Acid Girls Erotic Braille Dub)
5. Don't Trust Me (Crunkcore Misogynistic Fucknuts Mix)
6. Don't Trust Me (Justinzane Remix)
7. Don't Trust Me
8. Don't Trust Me (Hostage Remix)
9. Don't Trust Me (Danny Lohner « On Steroids » Remix)

Autres versions
- Version « propre » album
- Promo Only Clean Edit/Now 31 U.S. Edit
- Radio Edit

## Classements
| Classement (2008-2009)                 | Meilleure position |
| -------------------------------------- | ------------------ |
| Allemagne (Media Control AG)           | 95                 |
| Belgique (Flandre Ultratop 50 Singles) | 3                  |
| Canada (Hot 100)                       | 6                  |
| Finlande (Suomen virallinen lista)     | 5                  |
| Irlande (IRMA)                         | 17                 |
| Pologne (ZPAV)                         | 16                 |
| Australie (ARIA)                       | 3                  |
| Nouvelle-Zélande (RMNZ)                | 8                  |
| Royaume-Uni (UK Singles Chart)         | 21                 |
| U.S. Billboard Pop 100                 | 1                  |
| U.S. Billboard Hot 100                 | 7                  |
| Classement (2010)                      | Meilleure position |
| Royaume-Uni (UK Singles Chart)         | 22                 |

### Classement de fin d'année
| Classement (2009)        | Position |
| ------------------------ | -------- |
| Australian Singles Chart | 33       |
| UK Singles Chart         | 194      |
| U.S. Billboard Hot 100   | 30       |

### Ventes et certifications
| Pays             | Certification | Ventes     |
| ---------------- | ------------- | ---------- |
| Australie        | Platine       | 70,000+    |
| Canada           | 3x Platine    | 120,000+   |
| États-Unis       | 2x Platine    | 3,000,000+ |
| Nouvelle-Zélande | Or            | 7,500+     |